# Клименко Володимир Федорович (військовик)
Володимир Федорович Клименко (1968—2022) — молодший сержант збройних сил України, учасник російсько-української війни.

## Життєпис
Народився 1 січня 1968 року в селі Шаповалівка Конотопського району Сумської області.
Закінчив Шаповалівську школу, працював у колгоспі, служив у Південній групі військ в Угорщині танкістом, потім працював монтером залізничних колій. 
Під час повномасштабного вторгнення був молодшим сержантом у 58-й мотопіхотній бригаді.
Загинув 20 травня 2022 року в Луганській області.

## Нагороди та вшанування
- Орден Богдана Хмельницького III ступеня (15 червня 2022, посмертно) — за особисту мужність і самовіддані дії, виявлені у захисті державного суверенітету та територіальної цілісності України, вірність військовій присязі[1].
- Почесний громадянин Конотопа.